# التنبيه والرد على أهل الأهواء والبدع (كتاب)
كتاب التنبيه والرد على أهل الأهواء والبدع هو كتاب من كتب أهل السنة والجماعة في الرد على أهل البدع، ألفه الإمام أبو الحسين الملطي (توفي 377 هـ)، يحتوي الكتاب على العديد من الفوائد الجمه، وتكمن أهمية الكتاب في كونه يخبر عن أقوال الفرق والرد عليها، فيبدأ المؤلف بذكر أقوال الرافضة والمعتزلة والمرجئة والشراة والخوارج، ثم يعرض في الفصل الأخير الحجج على مخالفي أهل السنة والحديث من الجهمية وغيرهم من أهل المذاهب، كما أن الكتاب عبارة عن مخطوطة نادرة وجدت في المكتبة الظاهرية في دمشق.